# Adenylosuccinat-Synthase
Die Adenylosuccinat-Synthase (nach IUBMB auch: IMP-Aspartat-Ligase) ist das Enzym, das die Verknüpfung von IMP und Aspartat zu Adenylosuccinat katalysiert. Diese Reaktion ist Teil der De-novo-Synthese von AMP (Stoffwechsel der Purine) in allen Lebewesen. Im Menschen, wie in allen Wirbeltieren, gibt es zwei in den Muskeln und der Leber lokalisierte Isoformen, die von den Genen ADSS und ADSSL, welche sich auf den Chromosomen 1 und 14 befinden, codiert werden.

## Katalysierte Reaktion
+  + GTP  {\displaystyle \longrightarrow } 

 {\displaystyle \longrightarrow }   + GDP + Pi
IMP und Aspartat werden unter Verbrauch von GTP ligiert.